# Claude Lévi-Strauss
Claude Lévi-Strauss (Brussel, 28 november 1908 – Parijs, 30 oktober 2009) was een Frans cultureel antropoloog die werd beschouwd als een van de grote denkers van de twintigste eeuw. Hij heeft het structuralisme in de sociale wetenschappen grotendeels vormgegeven.

## Algemeen
Lévi-Strauss studeerde filosofie en rechten, maar zou zich volledig gaan toeleggen op de  antropologie. De filosofie was hem te abstract. In 1935 vertrok hij naar Brazilië om sociologie te gaan doceren aan de universiteit van São Paulo. Daar bestudeerde hij in zijn vrije tijd de Indiaanse samenlevingen. Van zijn reiservaringen deed hij verslag in Tristes Tropiques (1955, Ned. vert. Het trieste der tropen).
Tijdens de Tweede Wereldoorlog verbleef hij in ballingschap in New York. Daar ontmoette hij Roman Jakobson en maakte hij kennis met diens structuralistische taalkunde. Daarin zag hij een mogelijkheid om het wetenschappelijke gehalte van de sociale wetenschappen te vergroten. In de jaren na de oorlog werkte hij zijn structurele antropologie uit in een omvangrijke reeks publicaties, waarin zijn belangstelling voornamelijk uitging naar de structuur van familiebanden, mythen en riten.
Het denken van Lévi-Strauss bevat in essentie geen of uiterst moeilijk te toetsen hypothesen, die meestal wel gebaseerd zijn op nauwkeurige observaties. De structurele antropologie bevindt zich daarmee dichter bij de speculatieve en interpreterende wetenschappen, als de psychoanalyse, dan bij de exacte wetenschappen. Hoe dit ook zij, in het werk van Lévi-Strauss worden de meest uiteenlopende aspecten van de cultuur onderzocht, van de Indiaanse maskers in de Amazonebekken tot de muziekdrama's van Richard Wagner of de sociobiologie en de populatiegenetica.

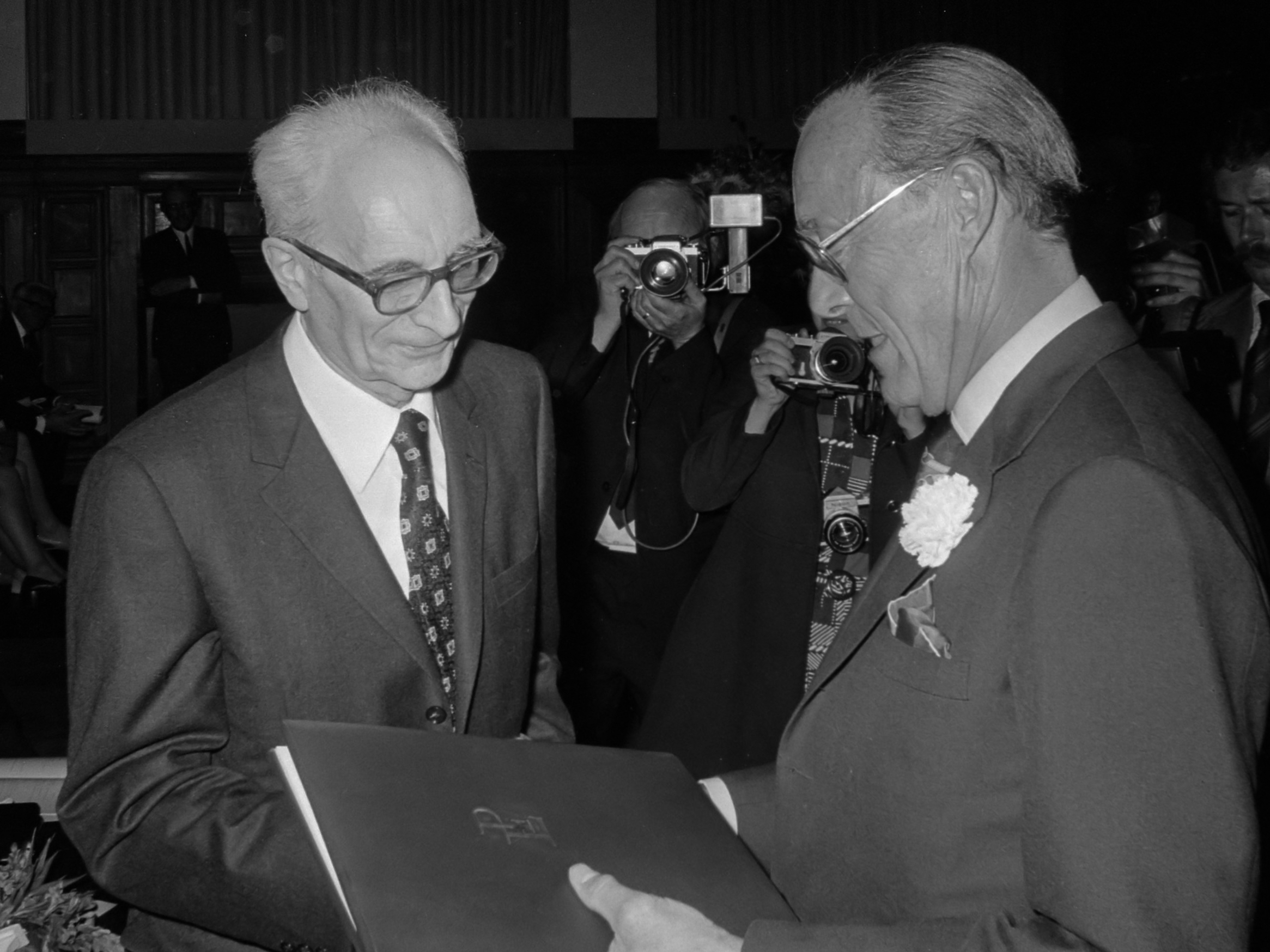
Claude Lévi-Strauss ontvangt de Erasmusprijs (1973)

In 1973 ontving Lévi-Strauss in Nederland de Erasmusprijs en werd hij verkozen tot lid van de Académie Française. Hij overleed in oktober 2009 op 100-jarige leeftijd.

## Aspecten van zijn denken

### De cultuur en de regel
Voor Lévi-Strauss volstaan biologische noch sociale benaderingen om het incestverbod te verklaren. Het incestverbod bevindt zich op de overgang van natuur naar cultuur; het reguleert de natuur door een nieuwe orde in te stellen. De cultuur is het geheel der regels, en het zijn de regels die door de antropoloog bestudeerd worden. Lévi-Strauss kiest de structurele taaltheorie als model: zoals het geheel aan onbewuste regels betekenis mogelijk maakt, zo zullen alle sprekende subjecten aan dergelijke regels onderworpen zijn.

### De archaïsche illusie
Lévi-Strauss bestrijdt de gedachte dat er zoiets bestaat als een primitieve cultuur. Elke samenleving heeft haar eigen geschiedenis en dynamiek. Zonder de menselijke natuur te loochenen, stelt Lévi-Strauss dat de cultuur het geheel aan verworvenheden van een samenleving is: een pasgeborene kan in elke cultuur worden grootgebracht. Het denken van het kind is nog niet gespecialiseerd en moet zich nog vormen naar de maatstaven van de samenleving waarin het kind zich ontwikkelt. Er is dus een overeenkomst tussen het kind en een vertegenwoordiger van een andere cultuur; beiden zijn niet aangepast aan de zeden en gewoonten van de eigen cultuur, en we zullen geneigd zijn de ander, naar analogie met het kind, als primitief te bestempelen, maar die ander zal geneigd zijn met ons precies hetzelfde te doen.

### Het wilde denken
Het zogenaamde wilde denken – magie, bricolage ('geknutsel'), mythe – is voor Lévi-Strauss niet tegengesteld aan het wetenschappelijke denken van het moderne Westen – wetenschap, technologie, ratio –, maar loopt er veeleer parallel aan: beide vertalen zintuiglijke indrukken in verstandelijke begrippen en beide geven betekenis aan de culturen waartoe ze behoren. De wetenschap leidt tot de groei van kennis en vindt haar weerslag in technologische toepassingen. De resultaten van de magie zijn daar natuurlijk niet mee te vergelijken, maar de rol van de magie binnen een cultuur is niet minder reëel. Omdat het wilde denken zoveel ouder is dan de wetenschappelijke rationaliteit, ziet Lévi-Strauss het als substraat van de beschaving. Het hoeft ons dan niet te verbazen dat ook in onze samenleving zo veel irrationele impulsen de kop opsteken, in de vorm van geloofsovertuigingen en allerlei opmerkelijke gebruiken. Het wilde denken is ons niet vreemd, en de structurele analyse tracht inzicht te verschaffen in de werking ervan, om uiteindelijk licht te kunnen werpen op de universele regels van de mentale activiteit.

## Nederlandse vertalingen
- Het trieste der tropen. Utrecht/Antwerpen: Het Spectrum, 1962 (Tweede druk 2004, Amsterdam/Antwerpen: Uitgeverij Atlas. ISBN 90 450 0156 X)
- Het wilde denken. Amsterdam: Meulenhoff, 1968 (vijfde druk, 2009)